# Челянський Людвік Вітезслав
Людвік Вітезслав Челя́нський (чеськ. Ludvík Vítězslav Čelanský; 17 липня 1870, Відень — 27 жовтня 1931, Прага) — чеський диригент і композитор.

## Біографія
Народився 17 липня 1870 року у Відні. 1891 року закінчив учительський інститут. У 1892—1894 роках навчався у Празькій консерваторії. З 1895 року диригент у Пльзені, Загребі, Празі.
1900 року на відкритті Львівської опери диригував оперою «Янко» В. Желенського за участю О. Мишуги та Я. Вайди-Королевич. У 1902—1904 роках організатор і керівник симфонічного оркестру Львівської філармонії, де вперше виконав «Каприччіо» С. Людкевича.
Виступав з хором «Боян» (виконував твори М. Лисенка, С. Людкевича), з С. Крушельницькою, О. Мишугою. 1904 року був запрошений з оркестром на літній сезон до Києва, гастролював в містах Росії. Сезон 1905—1906 рокув — у Львівській опері. Працював у Празі, Парижі, Нью-Йорку, Брно.
Помер в Празі 27 жовтня 1931 року.

## Твори
Опера «Камілла» (1897) симфонії, симфонічні поеми, увертюри, хорові твори; оркестрував вокальний цикл «Дитяча» М. Мусоргського.